# Fabulous Disaster
Fabulous Disaster – trzeci album studyjny amerykańskiego zespołu thrash metalowego Exodus wydany 30 stycznia 1989 roku. Był to ostatni do wydania albumu koncertowego Another Lesson in Violence album z udziałem Toma Huntinga na perkusji. Album trafił na 82. miejsce albumów w USA według US Bilboard 200. Do utworu "The Toxic Waltz" nakręcono teledysk.
Po wydaniu tego albumu zespół rozpoczął trasę koncertową promującą płytę razem z zespołami Nuclear Assault i Acid Reign. Trasa trwała aż pięć miesięcy. Zespół od maja do lipca koncertował w Ameryce Północnej. Ostatni koncert z tej trasy, który odbył się 14 lipca pojawił się na albumie koncertowym Good Friendly Violent Fun.

## Twórcy
- Steve Souza - wokal
- Gary Holt - gitary
- Rick Hunolt - gitary
- Rob McKillop - gitara basowa
- Tom Hunting - perkusja

## Lista utworów
1. "The Last Act of Defiance" - 4:44
2. "Fabulous Disaster" - 4:54
3. "The Toxic Waltz" - 4:51
4. "Low Rider (War cover)" - 2:48
5. "Cajun Hell" - 6:05
6. "Like Father, Like Son" - 8:11
7. "Corruption" - 5:46
8. "Verbal Razors" - 4:07
9. "Open Season" - 3:54

Utwory dodatkowe:
1. "Overdose (AC/DC cover)" - 5:31